# Yonne (département)
Pour les articles homonymes, voir Yonne.
L'Yonne (/jɔn/) est un département français. Il est traversé, du sud vers le nord, par la rivière qui lui a donné son nom, l'Yonne, affluent de la Seine, qui la rejoint à Montereau-Fault-Yonne (Seine-et-Marne). L'Insee et La Poste lui attribuent le code 89.
L'Yonne compte 333 896 habitants au 1er janvier 2022. Il s'agit du 4e département de la région Bourgogne-Franche-Comté.
Auxerre est la préfecture et la première ville de l'Yonne (avec 35 236 habitants dans la commune en 2022 et 67 663 habitants dans l'agglomération).

## Nom et étymologie
« Ica-Ona » ou « Icauna » est le nom pré-latin de la rivière Yonne. Au IIe siècle, l'Yonne se nomme Icauna ou Ica-ona, nom dans lequel on trouve le radical hydronymique pré-celtique ic- ou ica-[réf. nécessaire], suivi du suffixe bien courant -onna, eau[réf. nécessaire]. Rivière aux grandes possibilités marchandes mais aussi sujette à de brusques colères, l'Yonne a été divinisée très tôt - la déesse Ica-Onna[réf. nécessaire].

## Histoire
Les premières traces d'habitat humain dans le département remontent au Paléolithique inférieur, aux grottes d'Arcy-sur-Cure près de la commune actuelle d'Arcy-sur-Cure. Au Néolithique, les populations habitent principalement sur les rives de l'Yonne, même si des hommes venus des régions danubiennes viennent sur le territoire icaunais.
À l'époque de l'âge du bronze, les minerais de cuivre et d'étain sont peu présents sur le territoire. Cette absence n'a pas empêché la découverte d'un important trésor sur le site de Villethierry comprenant 488 épingles, 244 bagues, 80 bracelets, 22 fibules et 1 pince à épiler. À l'époque d'Hallstatt, des découvertes permettent d'attester la présence d'objets en fer, l'exploitation des mines de sel sur le site des Fontaines Salées ou la construction de nécropoles.

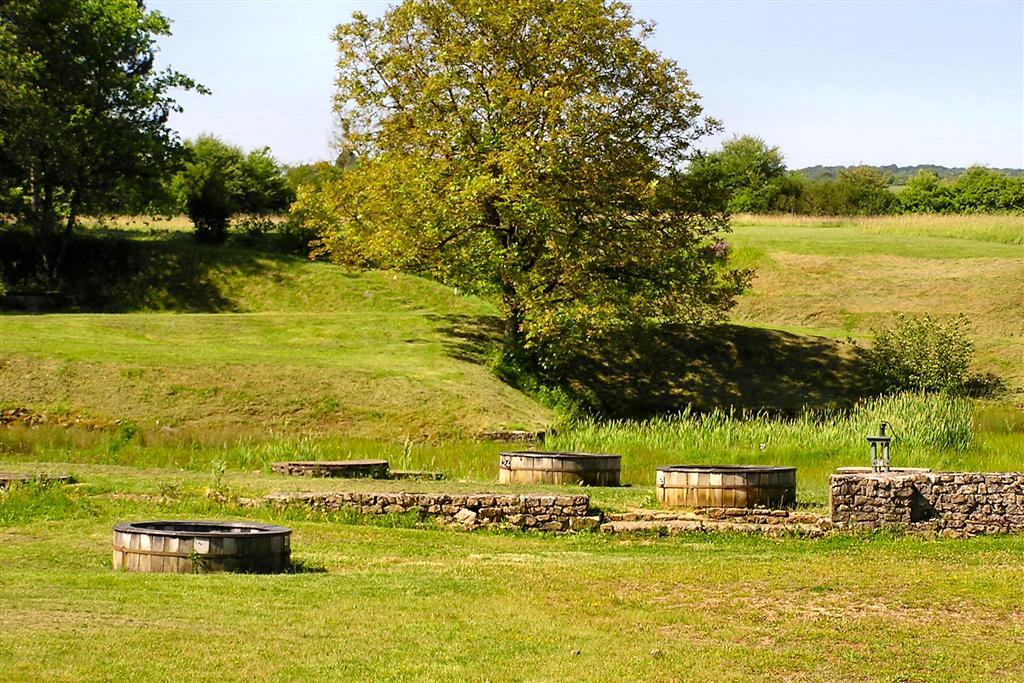
Bassin de captage des eaux salées aux Fontaines Salées.
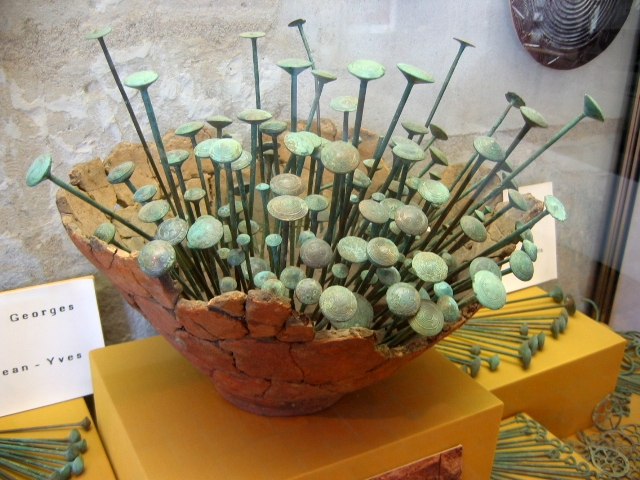
Trésor de Villethierry exposé au musée de Sens.

À l'époque celte, le département reste essentiellement partagé entre les Eduens, les Sénons et les Lingons. Après la victoire romaine de Jules César à la bataille d'Alésia en 52 av. J.-C., les Romains s'installent sur des sites occupés par les Gaulois ou créent de nouvelles villes à proximité des grandes voies romaines de la Gaule.
Les Romains ont édifié de nombreuses villes sur le territoire icaunais comme Agedincum (Sens) ou Autessiodurum (Auxerre) et ont construit de nombreuses villas afin d'exploiter les campagnes comme à La Chapelle-Vaupelteigne, à Gron, à Migennes, à Noyers et à Poiry. La campagne comprenait également quelques sanctuaires à Avallon et à Fontenoy, et des industries comme celles du fer dans les différentes forêts du département.
Durant l'Antiquité tardive, l'Yonne se christianise comme de nombreux territoires de l'Empire romain. Un grand nombre de saints y ont séjourné : Savinien de Sens, Colombe de Sens, Martin de Tours, Pèlerin d'Auxerre, Âmatre d'Auxerre, Germain d'Auxerre. Le plus célèbre saint Germain est connu comme le deuxième évêque d'Auxerre et comme envoyé en 429 du concile de Troyes en Bretagne (province romaine) pour lutter contre l'hérésie pélagienne. À la fin de sa vie saint Germain se rendit auprès de l'empereur romain et mourut dans la capitale impériale : Ravenne. Son corps fut rapatrié à Auxerre à la demande de la mère de l'empereur : Galla Placidia .
Au VIe siècle, le monachisme se développe et au IXe siècle, Auxerre devient l'un des grands foyers intellectuels du continent européen. Toujours au IXe siècle, a lieu à Fontenoy, la bataille entre les trois petits-fils de Charlemagne pour le partage de l'empire carolingien. La victoire de Louis le Germanique et de Charles le Chauve le 25 juin 841 sur Lothaire amène au traité de Verdun et au partage de l'empire de Charlemagne.

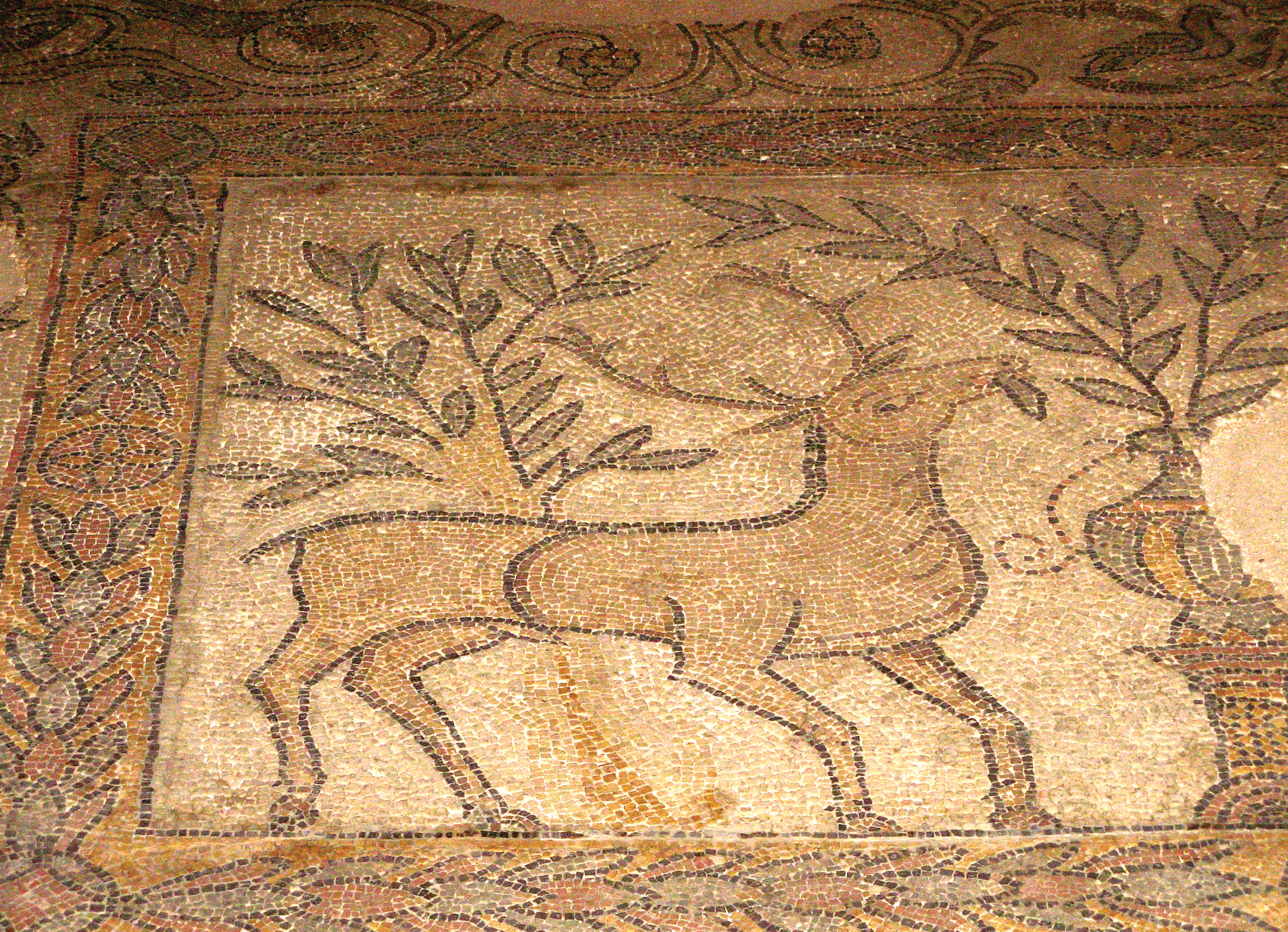
Une des mosaïques gallo-romaines exposées au musée de Sens.
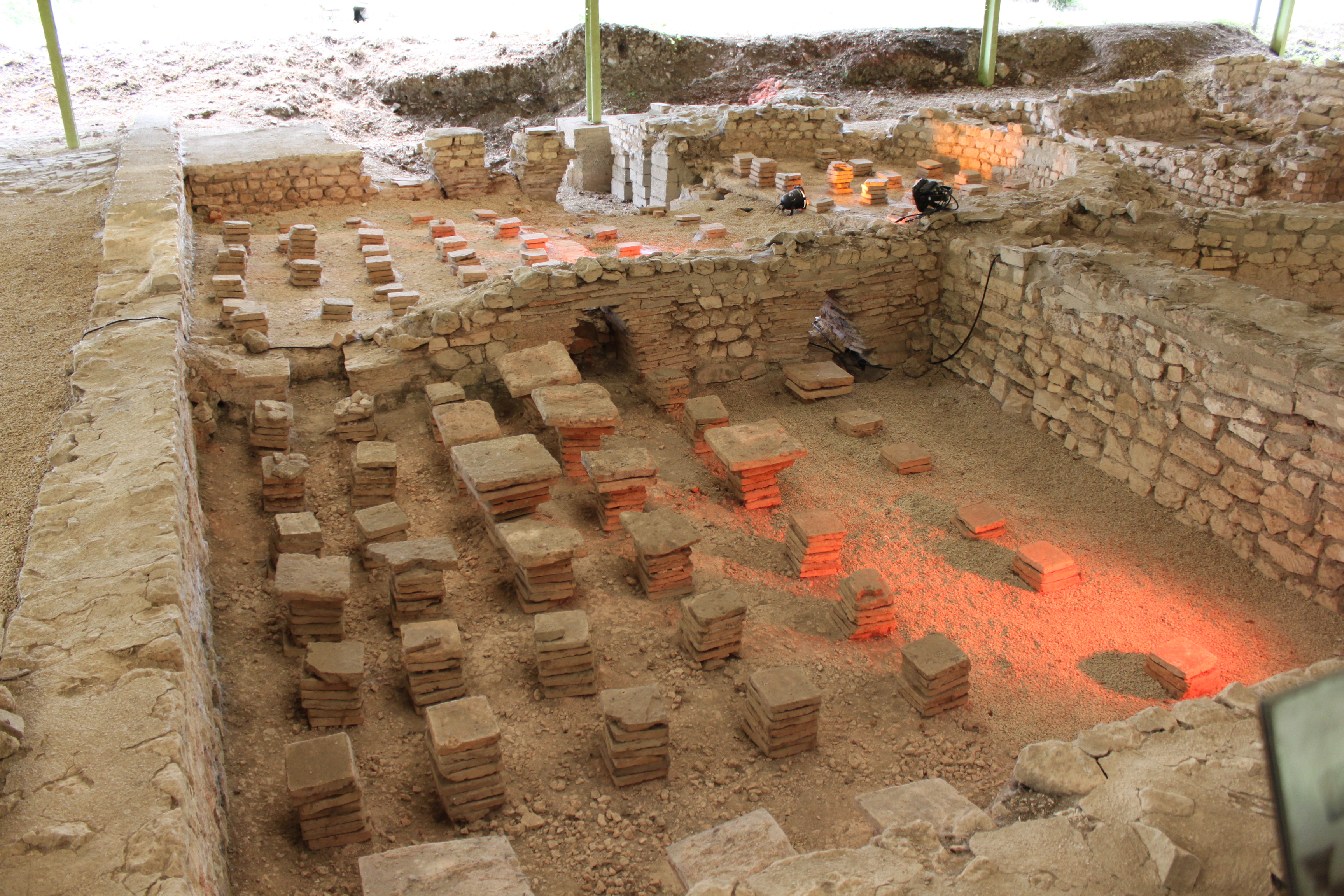
L'hypocauste du site gallo-romain d'Escolives-Sainte-Camille.
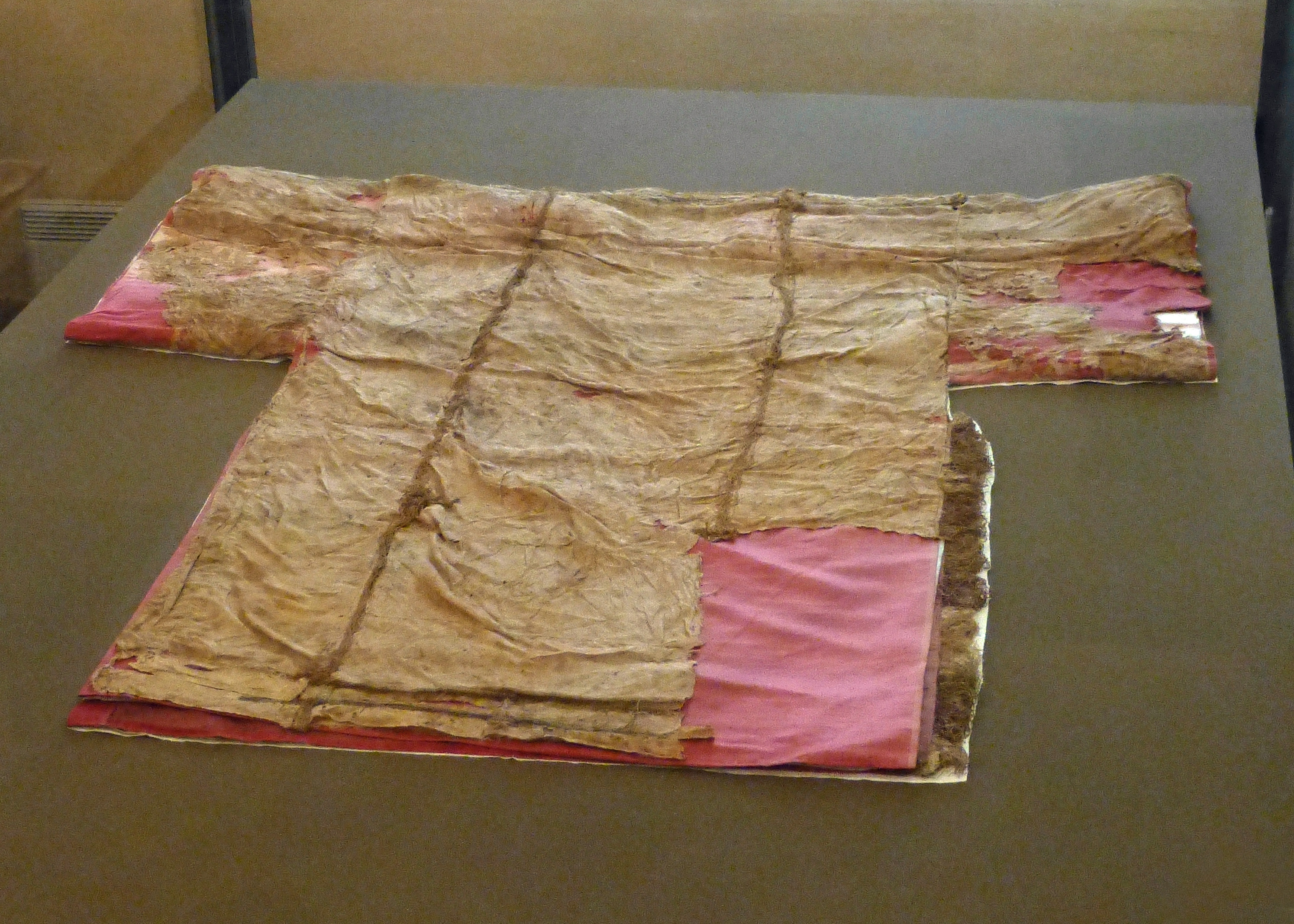
Tunique de saint-Germain datant du XIe siècle, qui aurait appartenu à la tombe de Germain d'Auxerre, et exposé au dépôt du trésor de la cathédrale d'Auxerre.
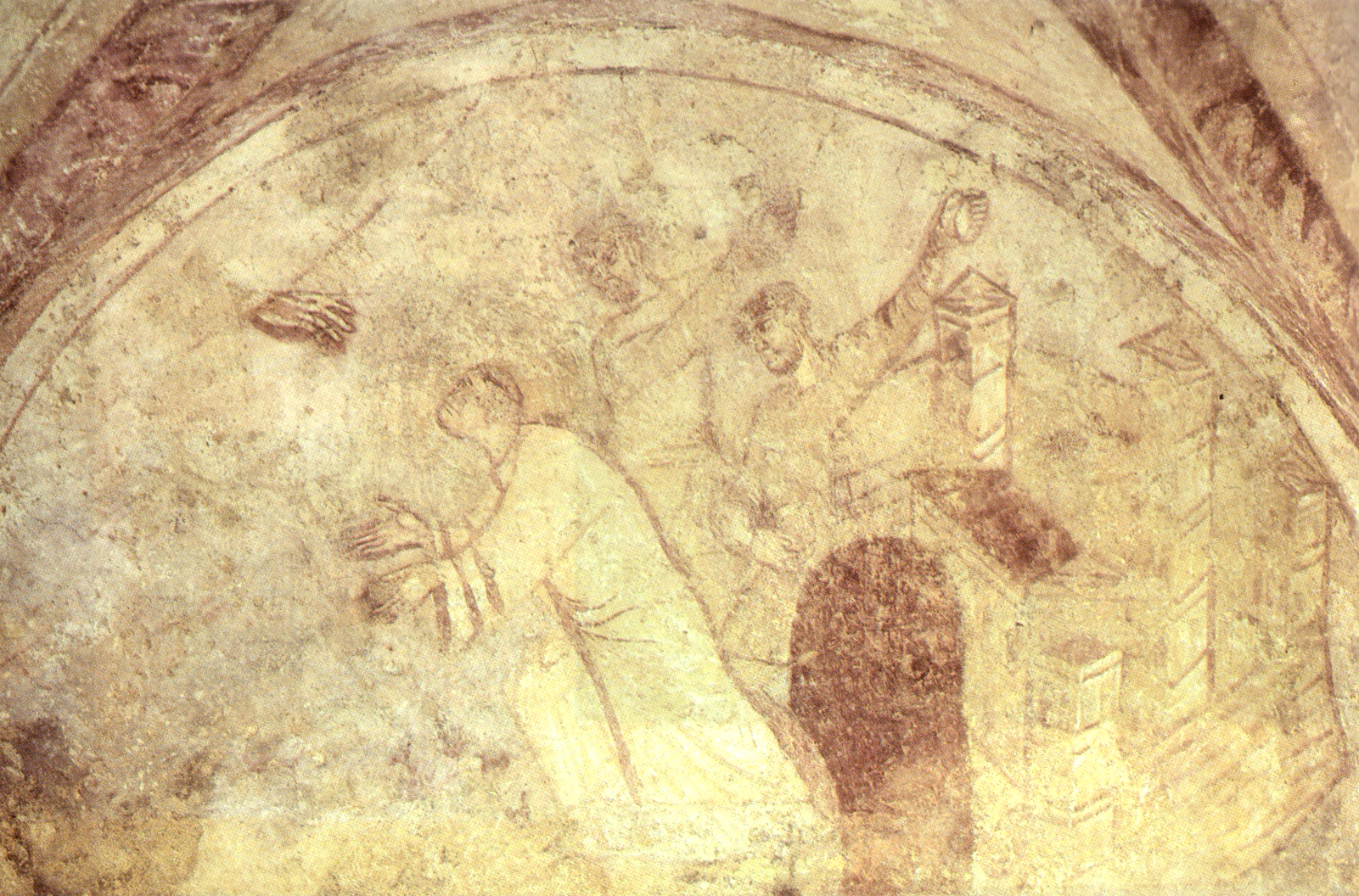
Fresque de La lapidation de Saint-Étienne réalisée dans les cryptes de l'abbaye Saint-Germain d'Auxerre.
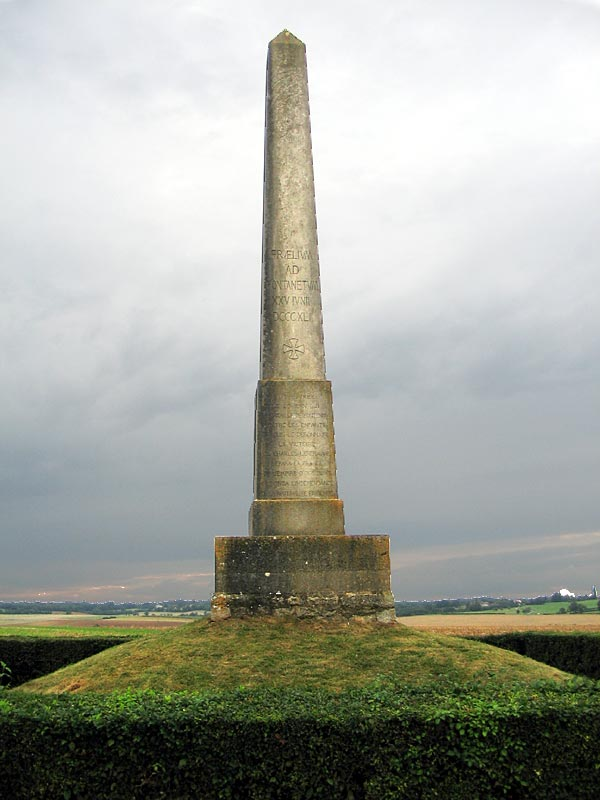
Obélisque commémorant la bataille de Fontenoy du 25 juin 841 entre les petits-fils de Charlemagne.

Après l'an mil, les territoires de l'Yonne sont divisés entre différentes zones appartenant à différentes entités : duché de Bourgogne, royaume de France, comté de Nevers suivant les années à cause des guerres et des héritages. Sens devient un centre religieux très important de la France, car la ville est le siège de l'archevêché, accueille le pape Alexandre III pendant dix-huit mois et célèbre le mariage de Louis IX avec Marguerite de Provence.
Entre le XIe siècle et le XIIIe siècle, le territoire icaunais se couvre d'églises de style roman, mais connaît dans le même temps de nombreuses révoltes seigneuriales dans les villes. Le style roman (cathédrale Saint-Étienne d'Auxerre, basilique Sainte-Marie-Madeleine de Vézelay) laisse peu à peu place au style gothique : la première cathédrale gothique construite en France est celle de Sens. Suivent les églises de Montréal, Pontigny et Vermenton.

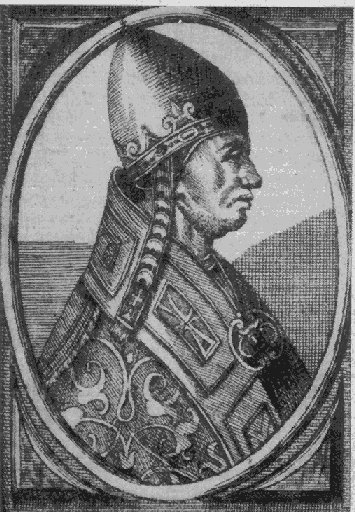
Portrait gravé du pape Alexandre III.
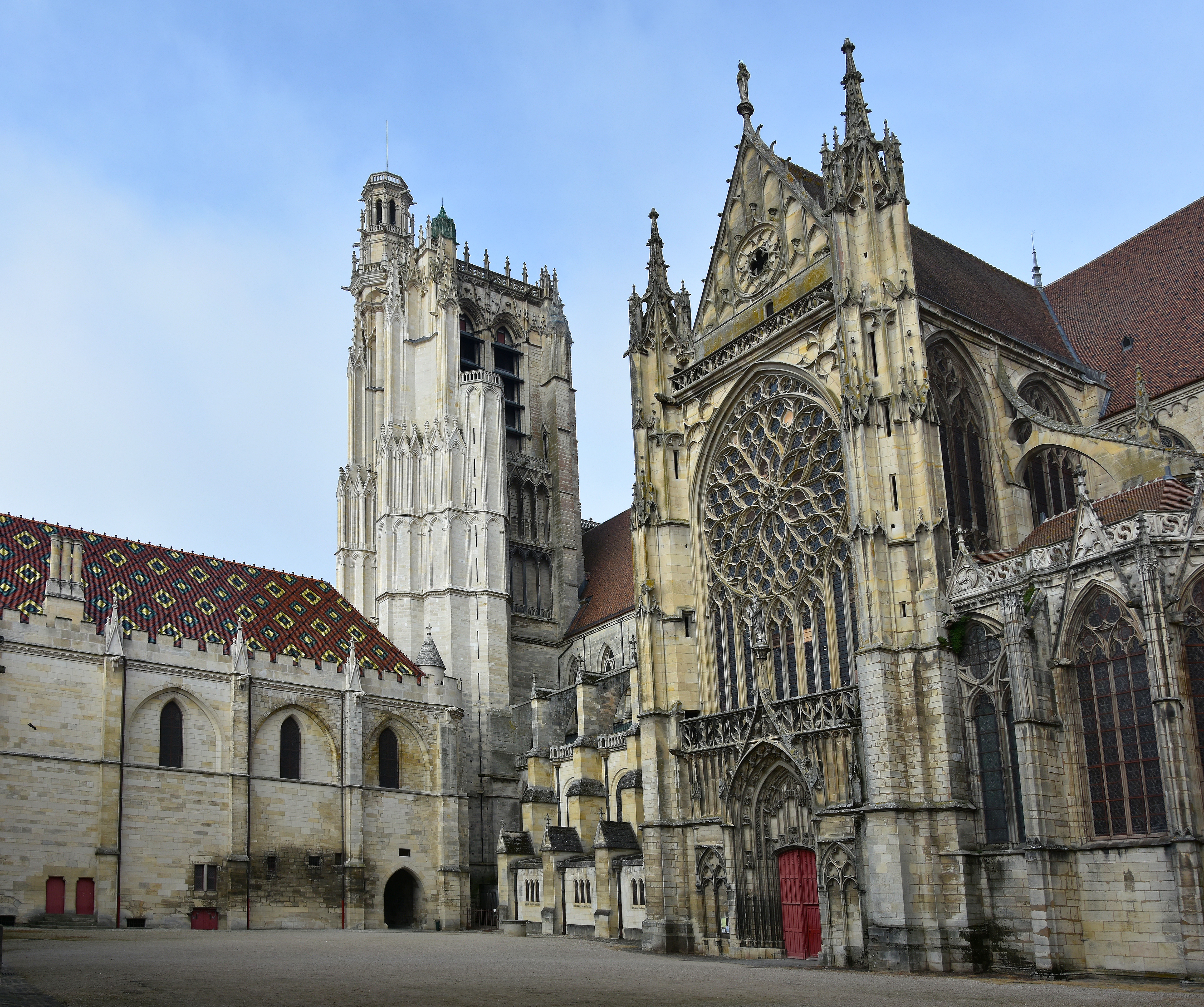
Première cathédrale gothique : la cathédrale Saint-Étienne de Sens.
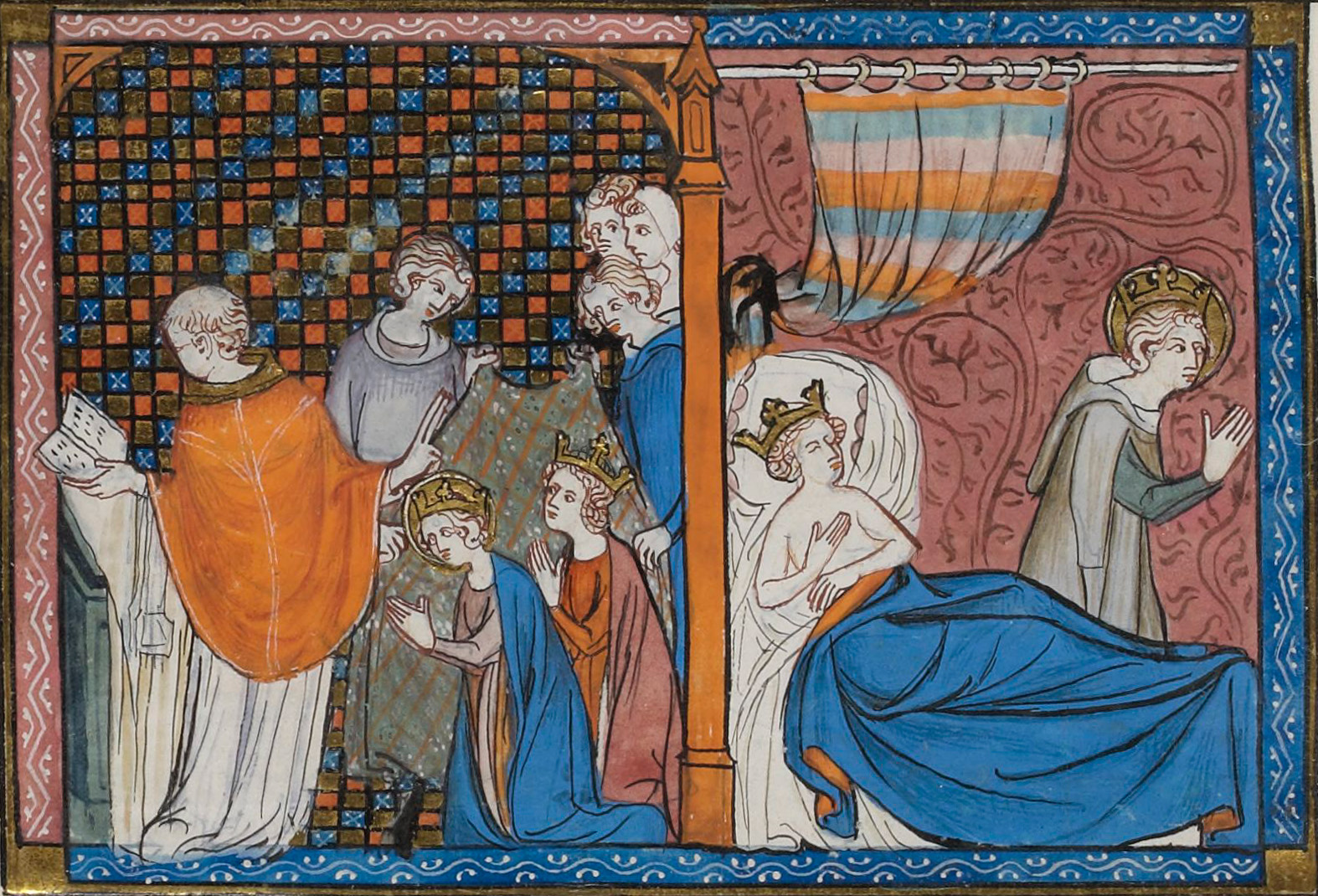
Miniature datant de 1330-1340 réalisée par Jean Pucelle, représentant le mariage de Louis IX avec Marguerite de Provence à Sens.
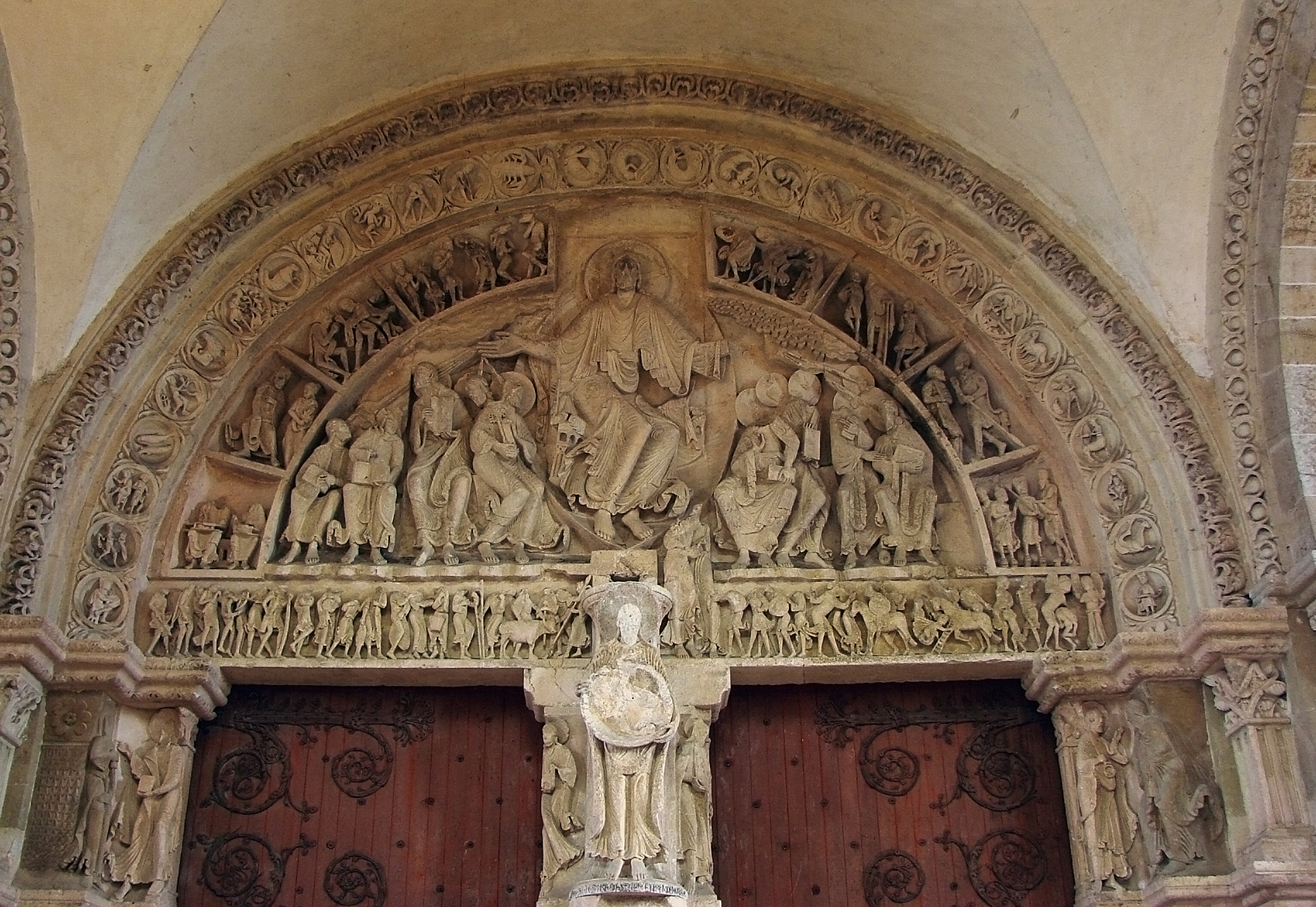
Tympan central du narthex de la basilique Sainte-Marie-Madeleine de Vézelay, de style roman, et sculpté vers 1125-1130.
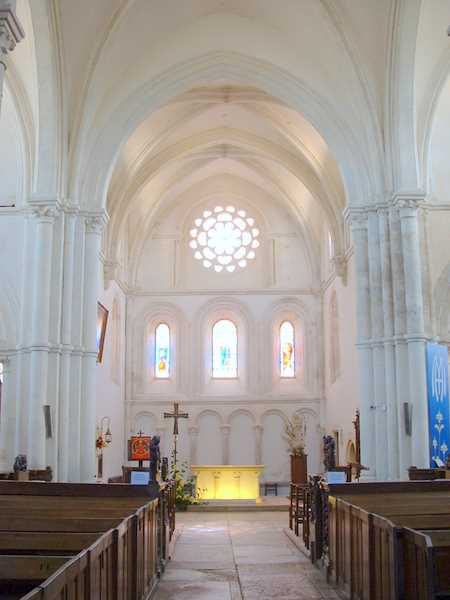
Voûtes d'ogives de la collégiale Notre-Dame de Montréal, transition entre l'art roman et l'art gothique.

Les siècles suivants (XIVe – XVe siècles) sont beaucoup moins prospères. Les villes et les villages souffrent de la peste et des actions des grandes compagnies, mais également de la lutte pour le pouvoir royal entre les Armagnacs et les Bourguignons. Après la guerre de Cent Ans, les campagnes sont dépeuplées et les châteaux forts sont peu à peu abandonnés. Avec l'influence italienne et l'apparition de la Renaissance en France, de nouveaux types de château sont construits comme celui de Chastellux ou de Maulnes ; et les bâtiments religieux sont rénovés tels l'église Notre-Dame-de-l'Assomption de Villeneuve-sur-Yonne ou l'église Saint-Florentin de Saint-Florentin,.
Mais le XVIe siècle marque également une période difficile pour l'Yonne qui subit les ravages des différentes crises religieuses qui touchent le royaume de France, en particulier à cause des troupes de la Ligue et des huguenots.
Le quart nord-ouest du département actuel appartenait en 1771 au prince Xavier de Saxe, oncle de Louis XVI, jusqu'à ce que le département de l'Yonne soit créé à la Révolution française, le 4 mars 1790.

Carte du département de l'Yonne 1790.

L'Yonne et les provinces qui occupaient son territoire avant 1790 : la Champagne, la Bourgogne, l'Orléanais, l'Île-de-France et le Nivernais.

La naissance du département a lieu en application de la loi du 22 décembre 1789, à partir de parties des provinces de Bourgogne (Auxerrois et Avallonais), de Champagne (Sénonais et Tonnerrois) et d'Orléanais (Puisaye), et dans une moindre mesure de parties du Nivernais et d'Île-de-France.
Au 1er janvier 2016 la région Bourgogne, à laquelle appartenait le département, fusionne avec la région Franche-Comté pour devenir la nouvelle région administrative Bourgogne-Franche-Comté.
Des villes comme Auxerre et Joigny ont le label « Ville d'art et d'histoire ».

### Héraldique
| Blason | Blasonnement : D'or au pairle d'azur, au chef parti : au premier d'azur semé de fleurs de lys d'or et à la bordure componée d'argent et de gueules, au second bandé d'or et d’azur de six pièces et à la bordure de gueules. Commentaires : on reconnaît en chef les armoiries de la Bourgogne et le pairle d'azur représente l'initiale du département. |

## Géographie

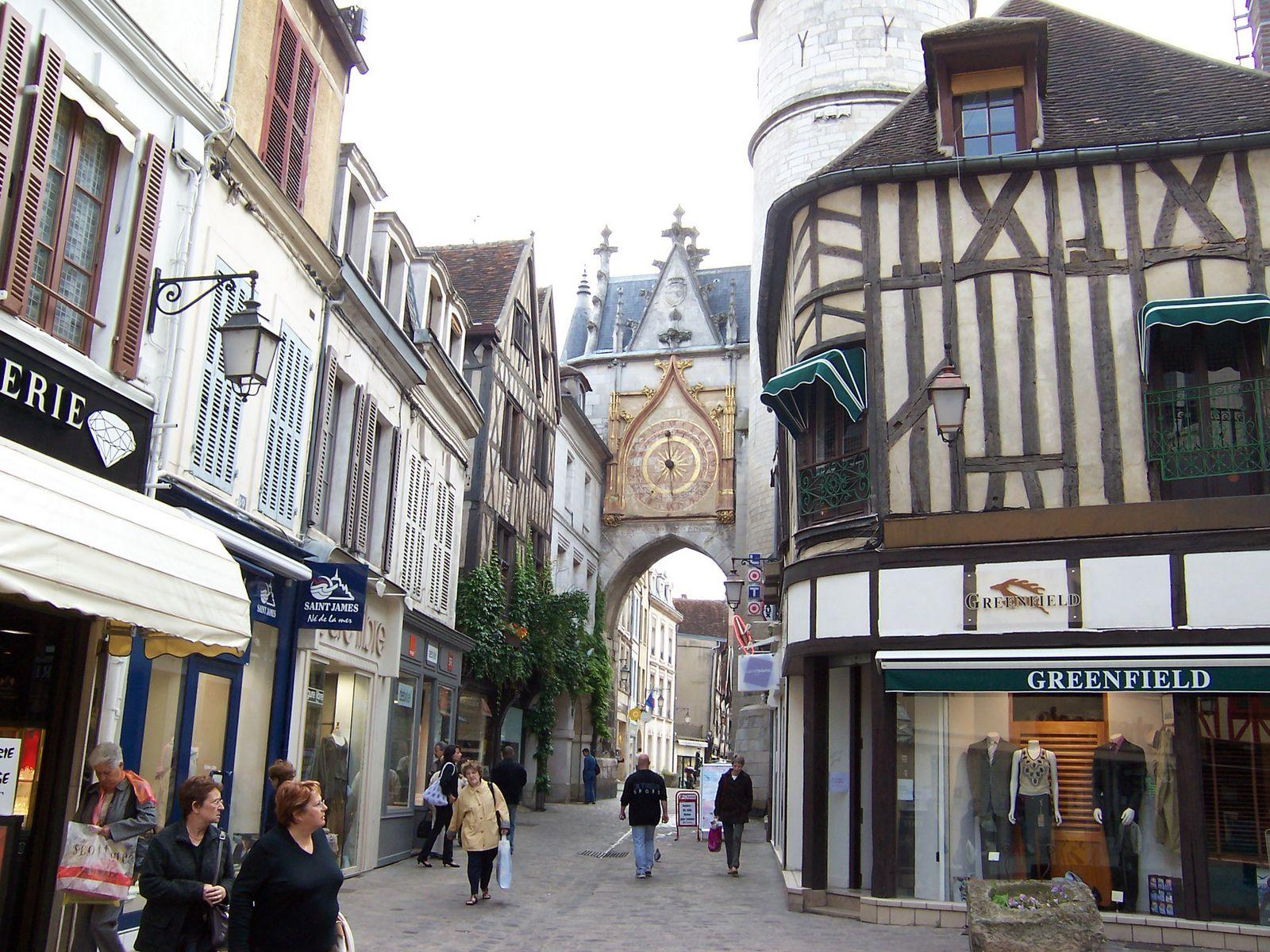
Tour de l'Horloge à Auxerre.

L'Yonne fait partie de la région Bourgogne-Franche-Comté. Elle est limitrophe des départements de l'Aube, de la Côte-d'Or, de la Nièvre, du Loiret et de Seine-et-Marne.
Le département de l'Yonne couvre notamment les pays de Puisaye (sous-sol argileux, bocage) et de Forterre (sous-sol calcaire, champs ouverts).
Auxerre est la première ville du département avec 34 151 habitants en 2020, devant Sens (26 854 habitants), Joigny (9 381 habitants), Migennes (7 274 habitants) et Avallon (6 414 habitants).
Le département culmine dans le bois de la Pérouse au nord du Morvan sur la commune de Quarré-les-Tombes, à 607 m d'altitude.

Paysages de l'Yonne :
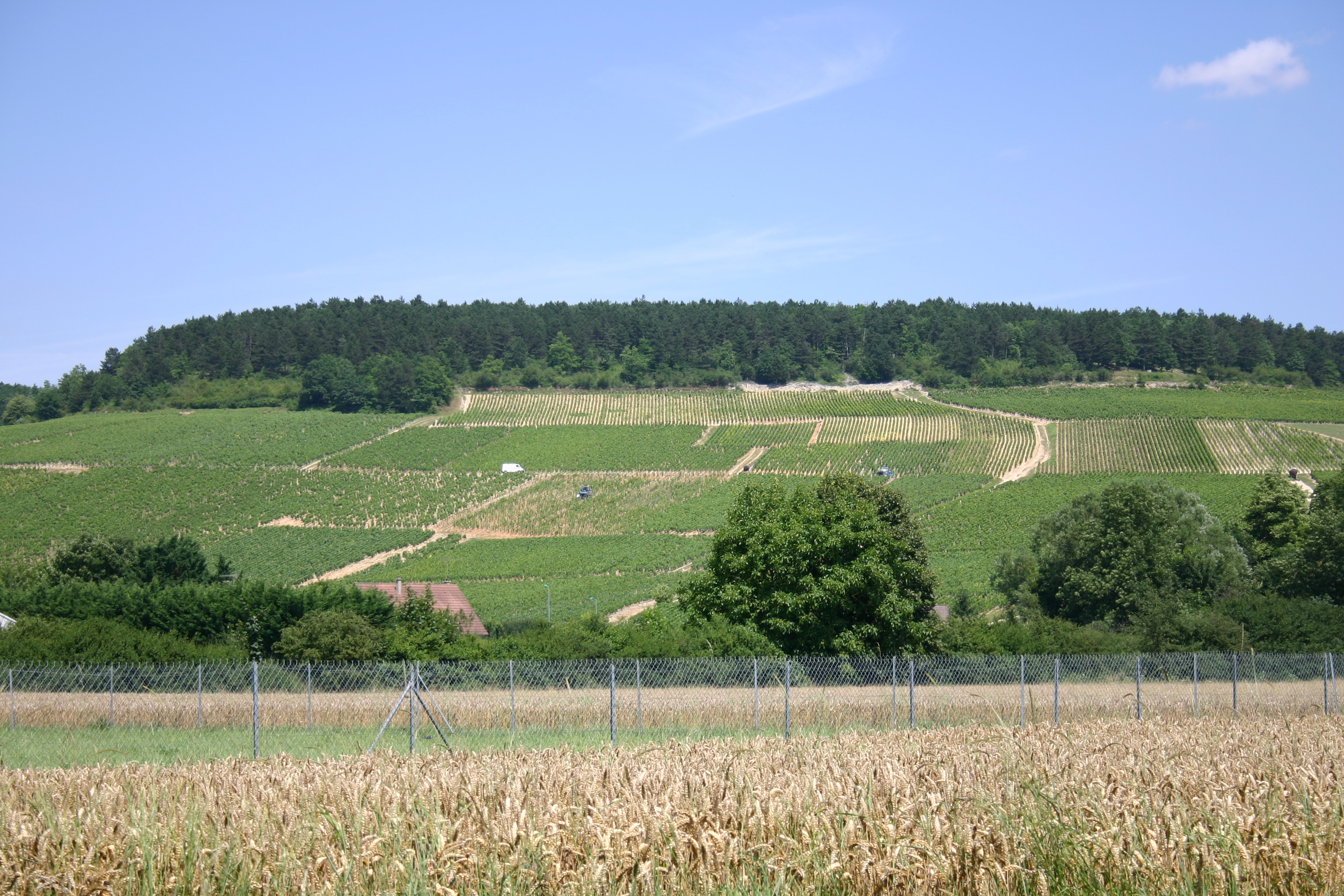
Le vignoble de Chablis, dans le centre-est.
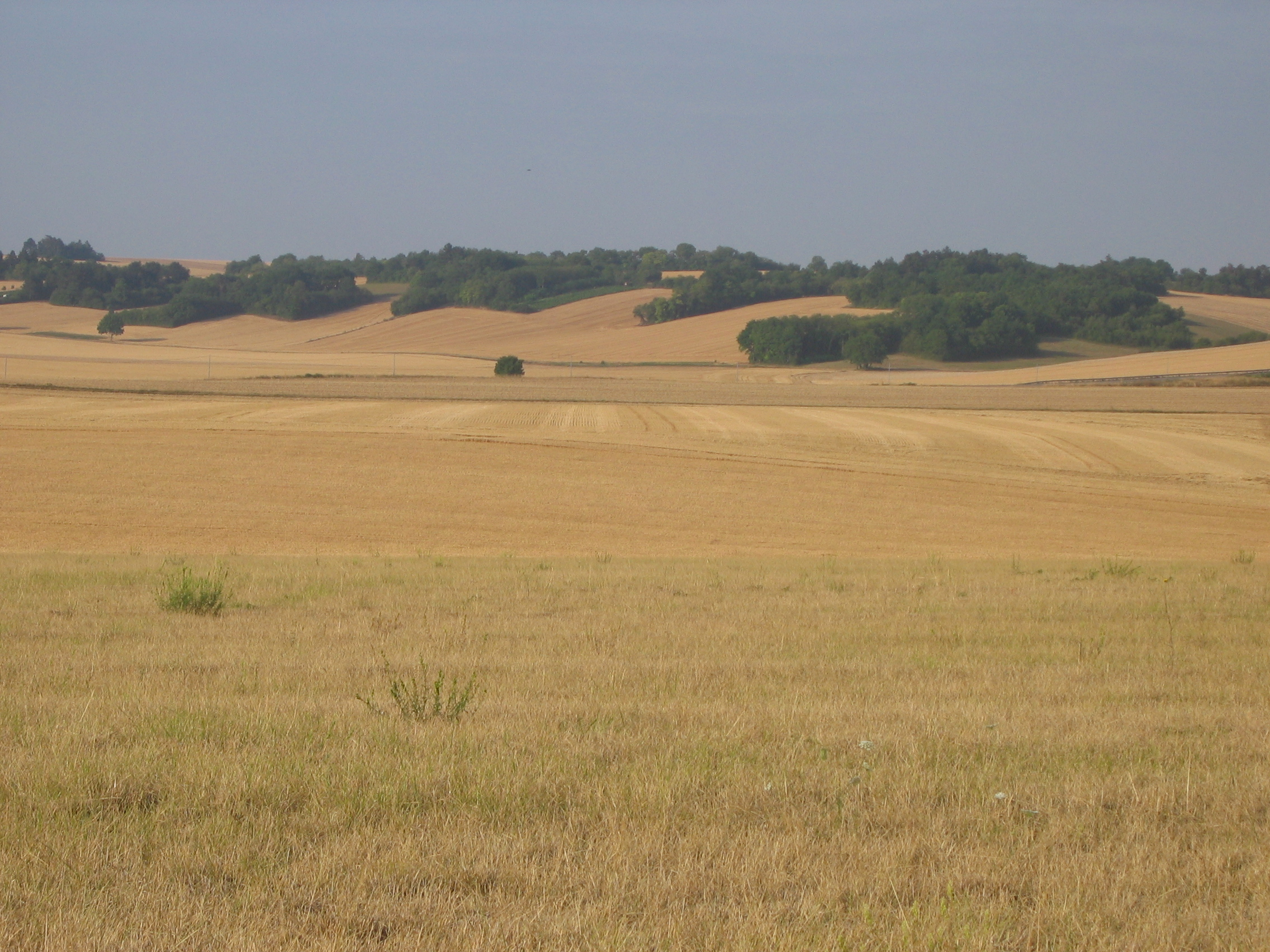
Paysage de l'Auxerrois, dans le centre.
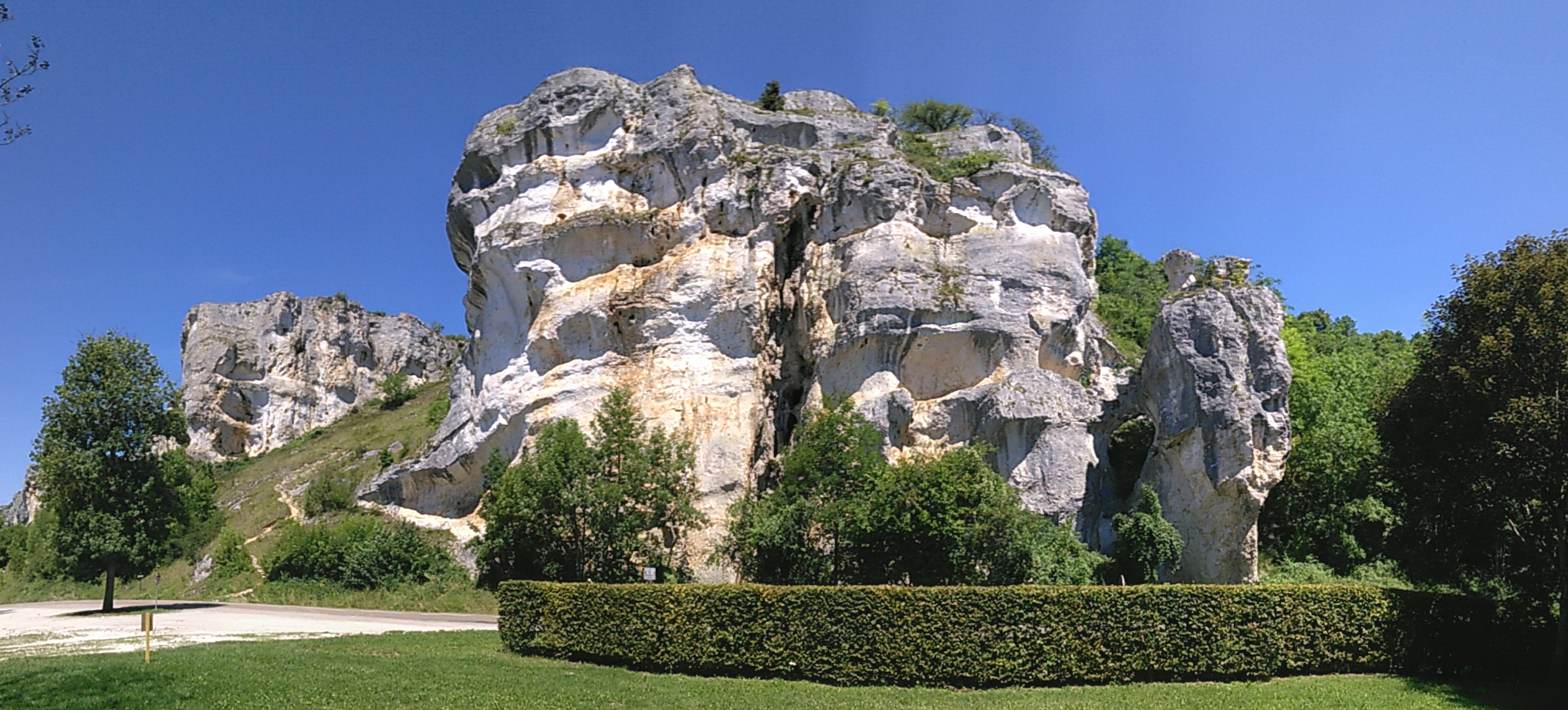
Les rochers du Saussois, dans le sud.

## Climat
De tendance continentale, le climat de l'Yonne présente une forte amplitude thermique, avec des étés chauds et des hivers froids. Ainsi, Auxerre a été la ville de métropole avec la température la plus élevée pendant la canicule de 2003 (41 °C).
Le département connaît quelques microclimats différents, et les contrastes entre l'ouest, l'est, le nord, le sud, et le centre du département peuvent être importants. Ainsi, l'Auxerrois est souvent sec et chaud. À l'inverse, le Morvan connaît une pluviométrie plus importante et un climat frais en été. En hiver, la neige tombe très fréquemment.
| Mois                              | jan. | fév. | mars | avril | mai  | juin | jui. | août | sep. | oct. | nov. | déc. | année |
| --------------------------------- | ---- | ---- | ---- | ----- | ---- | ---- | ---- | ---- | ---- | ---- | ---- | ---- | ----- |
| Température minimale moyenne (°C) | 0,7  | 0,9  | 3    | 4,7   | 8,7  | 11,6 | 13,8 | 13,6 | 10,7 | 7,5  | 3,4  | 1,4  | 6,7   |
| Température moyenne (°C)          | 3,4  | 4,4  | 7,3  | 9,8   | 14   | 16,9 | 19,6 | 19,6 | 16   | 11,7 | 6,6  | 4,3  | 11,1  |
| Température maximale moyenne (°C) | 6,1  | 7,9  | 11,6 | 14,8  | 19,3 | 23,2 | 26,4 | 25,2 | 21,3 | 15,9 | 9,8  | 6,9  | 15,6  |
| Ensoleillement (h)                | 63   | 87   | 142  | 166   | 212  | 206  | 236  | 244  | 171  | 111  | 68   | 51   | 1 757 |
| Précipitations (mm)               | 54,6 | 52,5 | 47,1 | 50,8  | 69,9 | 66,4 | 50,7 | 56,4 | 60,9 | 70,8 | 61,8 | 60,4 | 702,3 |

| Diagramme climatique                                  |            |           |             |             |              |              |              |              |             |            |            |
| J                                                     | F          | M         | A           | M           | J            | J            | A            | S            | O           | N          | D          |
| 6,10,754,6                                            | 7,90,952,5 | 11,6347,1 | 14,84,750,8 | 19,38,769,9 | 23,211,666,4 | 26,413,850,7 | 25,213,656,4 | 21,310,760,9 | 15,97,570,8 | 9,83,461,8 | 6,91,460,4 |
| Moyennes : • Temp. maxi et mini °C • Précipitation mm |            |           |             |             |              |              |              |              |             |            |            |

## Administration

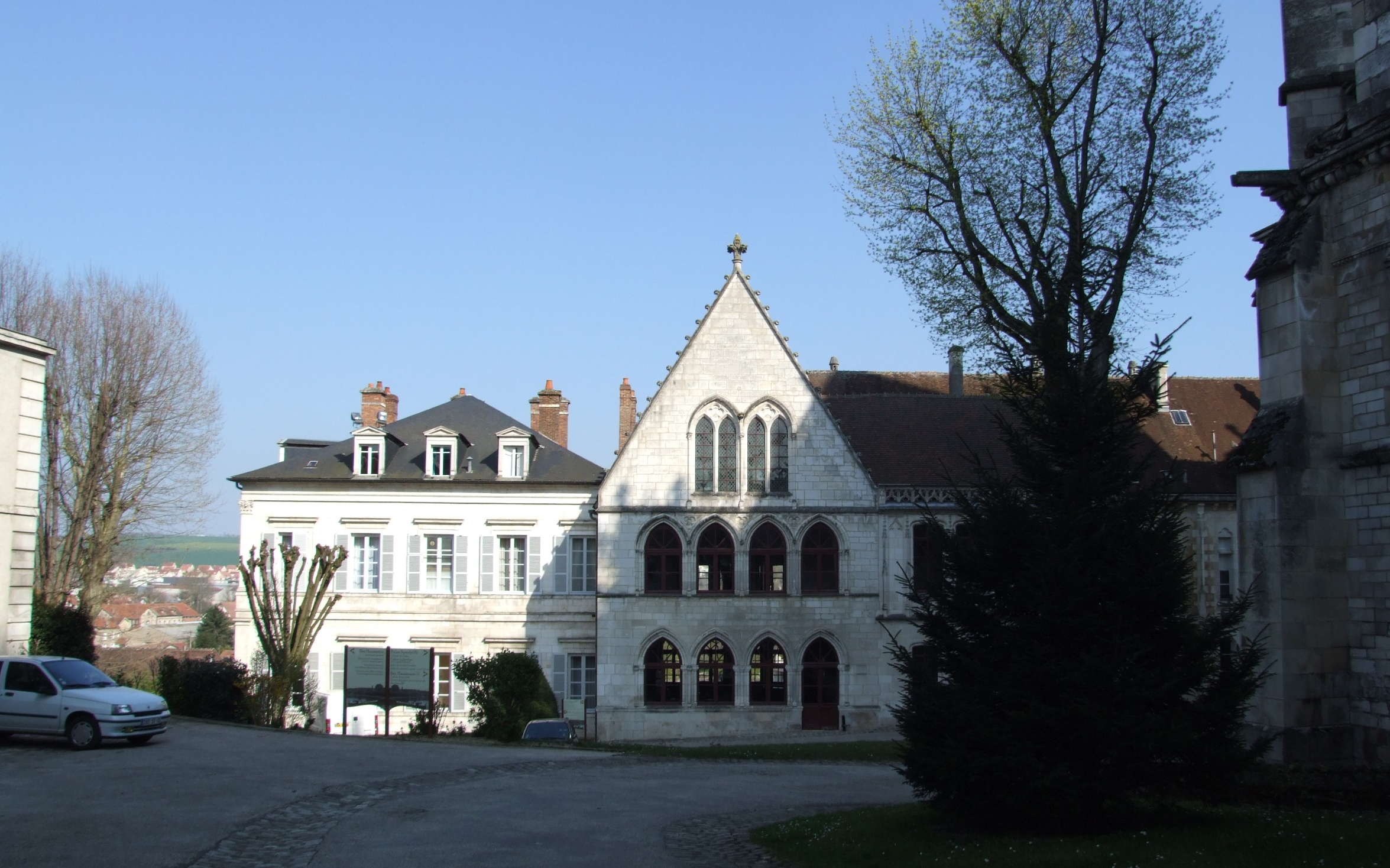
La préfecture de l'Yonne à Auxerre.

Depuis le 16 mars 2022, Pascal Jan est préfet de l’Yonne.
- Liste des préfets de l'Yonne
- Liste des communes de l'Yonne
- Liste des anciennes communes de l'Yonne

## Transport
L'autoroute A6 traverse le département, et dessert notamment Auxerre, Sens et Avallon. L'A19 rejoint l'A5 à proximité de Sens.
L’essentiel du trafic aérien s’effectue à partir de l’aéroport d'Auxerre - Branches même si l’activité de celui-ci est fortement limitée par la démographie d’une part, mais aussi par la proximité des aéroports de Paris. Les trajets de l’équipe de football de l’AJ Auxerre se font à partir d’Auxerre-Branches.
Le trafic ferroviaire s’effectue principalement depuis la gare d'Auxerre-Saint-Gervais, la gare de Laroche - Migennes et la gare de Sens. Des trains quotidiens et réguliers relient Paris Bercy à Auxerre. La plupart de ces trains ont pour provenance et terminus Avallon et Clamecy.
La plateforme fluviale multimodale de Gron et sa navette avec Le Havre ont été inaugurées en juillet 2010.

## Démographie
Les habitants du département de l'Yonne sont appelés Icaunais et Icaunaises.

En 2022, le département comptait 333 896 habitants, en évolution de −1,95 % par rapport à 2016 (France hors Mayotte : +2,11 %).
| 1791 | 1801    | 1806    | 1821    | 1826    | 1831    | 1836    | 1841    | 1846    |
| ---- | ------- | ------- | ------- | ------- | ------- | ------- | ------- | ------- |
| -    | 320 596 | 326 548 | 332 905 | 342 116 | 352 487 | 355 237 | 362 961 | 374 856 |

| 1851    | 1856    | 1861    | 1866    | 1872    | 1876    | 1881    | 1886    | 1891    |
| ------- | ------- | ------- | ------- | ------- | ------- | ------- | ------- | ------- |
| 381 133 | 368 901 | 370 305 | 372 589 | 363 608 | 359 070 | 357 029 | 355 364 | 344 688 |

| 1896    | 1901    | 1906    | 1911    | 1921    | 1926    | 1931    | 1936    | 1946    |
| ------- | ------- | ------- | ------- | ------- | ------- | ------- | ------- | ------- |
| 332 656 | 321 062 | 315 199 | 303 889 | 273 118 | 277 230 | 275 755 | 271 685 | 266 014 |

| 1954    | 1962    | 1968    | 1975    | 1982    | 1990    | 1999    | 2006    | 2011    |
| ------- | ------- | ------- | ------- | ------- | ------- | ------- | ------- | ------- |
| 266 410 | 269 826 | 283 376 | 299 851 | 311 019 | 323 096 | 333 221 | 340 088 | 342 463 |

| 2016    | 2021    | 2022    | - | - | - | - | - | - |
| ------- | ------- | ------- | - | - | - | - | - | - |
| 340 544 | 333 385 | 333 896 | - | - | - | - | - | - |

### Communes les plus peuplées
| Nom                       | Code Insee | Intercommunalité                 | Superficie (km2) | Population (dernière pop. légale) | Densité (hab./km2) | Modifier                                    |
| ------------------------- | ---------- | -------------------------------- | ---------------- | --------------------------------- | ------------------ | ------------------------------------------- |
| Auxerre                   | 89024      | CA de l'Auxerrois                | 49,95            | 35 236 (2022)                     | 705                | modifier les données · modifier les données |
| Sens                      | 89387      | CA du Grand Sénonais             | 21,90            | 27 275 (2022)                     | 1 245              | modifier les données · modifier les données |
| Joigny                    | 89206      | CC du Jovinien                   | 46,67            | 9 055 (2022)                      | 194                | modifier les données · modifier les données |
| Migennes                  | 89257      | CC de l'Agglomération Migennoise | 16,58            | 6 878 (2022)                      | 415                | modifier les données · modifier les données |
| Avallon                   | 89025      | CC Avallon - Vézelay - Morvan    | 26,75            | 6 346 (2022)                      | 237                | modifier les données · modifier les données |
| Villeneuve-sur-Yonne      | 89464      | CA du Grand Sénonais             | 40,00            | 5 130 (2022)                      | 128                | modifier les données · modifier les données |
| Paron                     | 89287      | CA du Grand Sénonais             | 10,51            | 4 855 (2022)                      | 462                | modifier les données · modifier les données |
| Charny Orée de Puisaye    | 89086      | CC de Puisaye-Forterre           | 230,40           | 4 854 (2022)                      | 21                 | modifier les données · modifier les données |
| Tonnerre                  | 89418      | CC Le Tonnerrois en Bourgogne    | 58,27            | 4 268 (2022)                      | 73                 | modifier les données · modifier les données |
| Saint-Florentin           | 89345      | CC Serein et Armance             | 28,60            | 4 230 (2022)                      | 148                | modifier les données · modifier les données |
| Monéteau                  | 89263      | CA de l'Auxerrois                | 18,19            | 4 113 (2022)                      | 226                | modifier les données · modifier les données |
| Villeneuve-la-Guyard      | 89460      | CC Yonne Nord                    | 16,62            | 3 470 (2022)                      | 209                | modifier les données · modifier les données |
| Pont-sur-Yonne            | 89309      | CC Yonne Nord                    | 13,90            | 3 357 (2022)                      | 242                | modifier les données · modifier les données |
| Saint-Georges-sur-Baulche | 89346      | CA de l'Auxerrois                | 9,60             | 3 176 (2022)                      | 331                | modifier les données · modifier les données |
| Appoigny                  | 89013      | CA de l'Auxerrois                | 22,09            | 3 133 (2022)                      | 142                | modifier les données · modifier les données |

## Culture

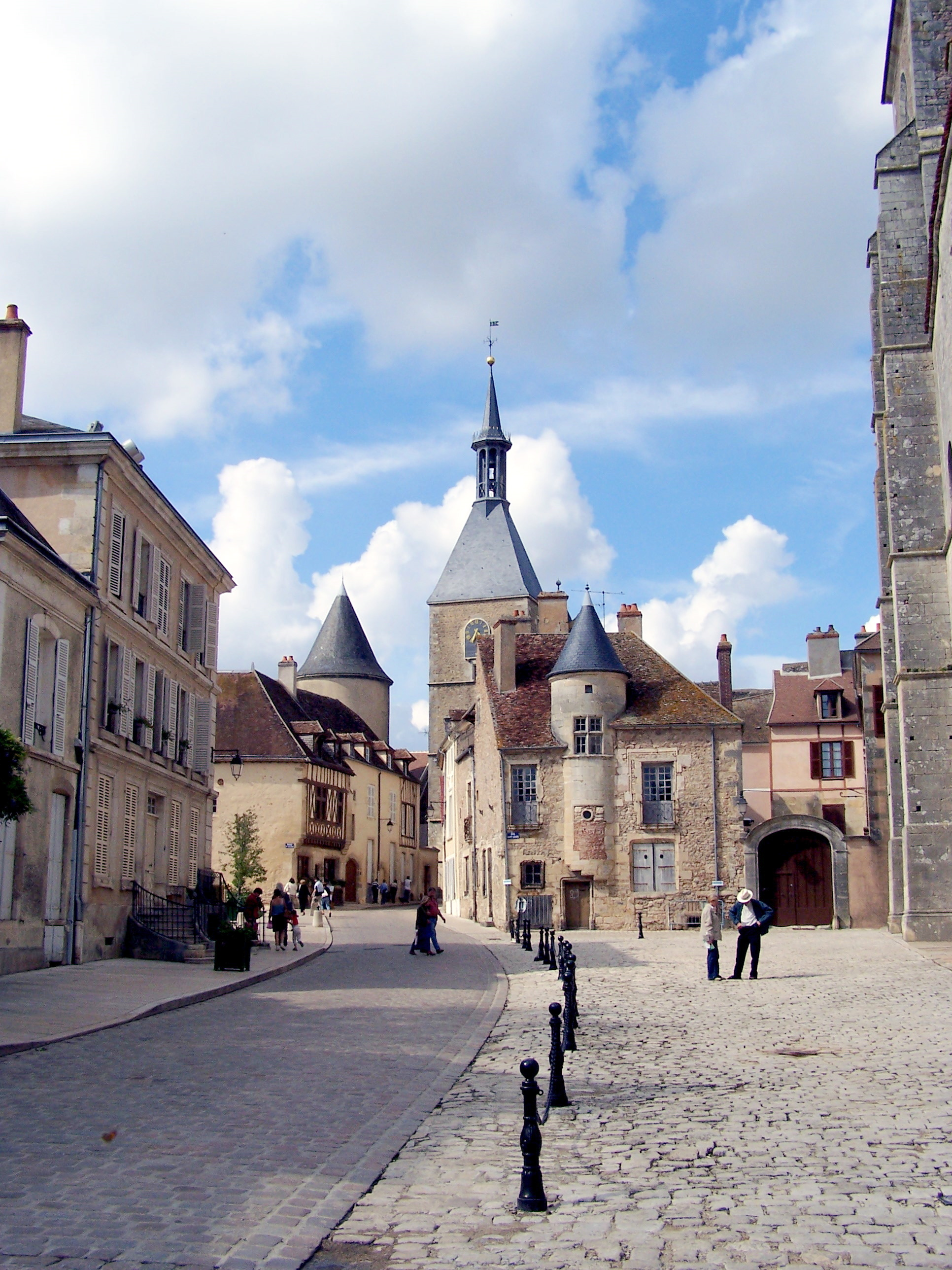
Vieille ville d'Avallon.

L'Yonne est constituée de la Basse-Bourgogne (Auxerrois, Tonnerrois, Chablisien) et du Nord du Morvan, où l'on parle le bourguignon-morvandeau. C'est un dialecte de langue d'oïl mais qui se présente sous différentes variantes. Le restant du département possède des parlers qui ne font pas partie du bourguignon-morvandeau. Il y a du champenois, et des parlers originaires du Centre-Val de Loire.
L'Yonne ne dispose pour l'instant que d'une seule scène conventionnée (Le Théâtre d'Auxerre) et une SMAC auxquels on peut ajouter un réseau de lieux plus ou moins petits, privés, associatifs ou communaux qui essayent de développer la culture, en ville (Théâtres à Sens, Joigny, Villeneuve-sur-Yonne, Brienon-sur-Armançon, L'Escale) ou en milieu rural,,.
Plusieurs festivals s'y déroulent pendant l'année :
- le festival du Chablisien[32] ;
- le festival en Othe[33] ;
- le Toucy Jazz Festival[34] ;
- le festival Théâtre et cirque de Toucy
- le Catalpa Festival[35] ;
- les Rencontres musicales de Vézelay[36] ;
- les Rencontres musicales de Noyers et du Tonnerrois[37] ;
- le festival Vallée et veillée de Noyers ;
- le festival Musicasens de Sens ;
- le festival d'Orgue de Sens ;
- le festival des 3 muses d'Avallon ;
- le festival La Grande Hâte;
- le festival des foins de Saint-Germain-des-Champs ;
- le festival Festivallon d'Avallon et de l'Avelonnais ;
- Taingy dans la rue[38] ;
- les Estivales en Puisaye-Forterre[Note 3].

Le Département est labélisé Terre de Jeux 2024, le label de Paris 2024 dédié aux collectivités, et accueillera le passage du Relais de la flamme sur son territoire.

## Tourisme

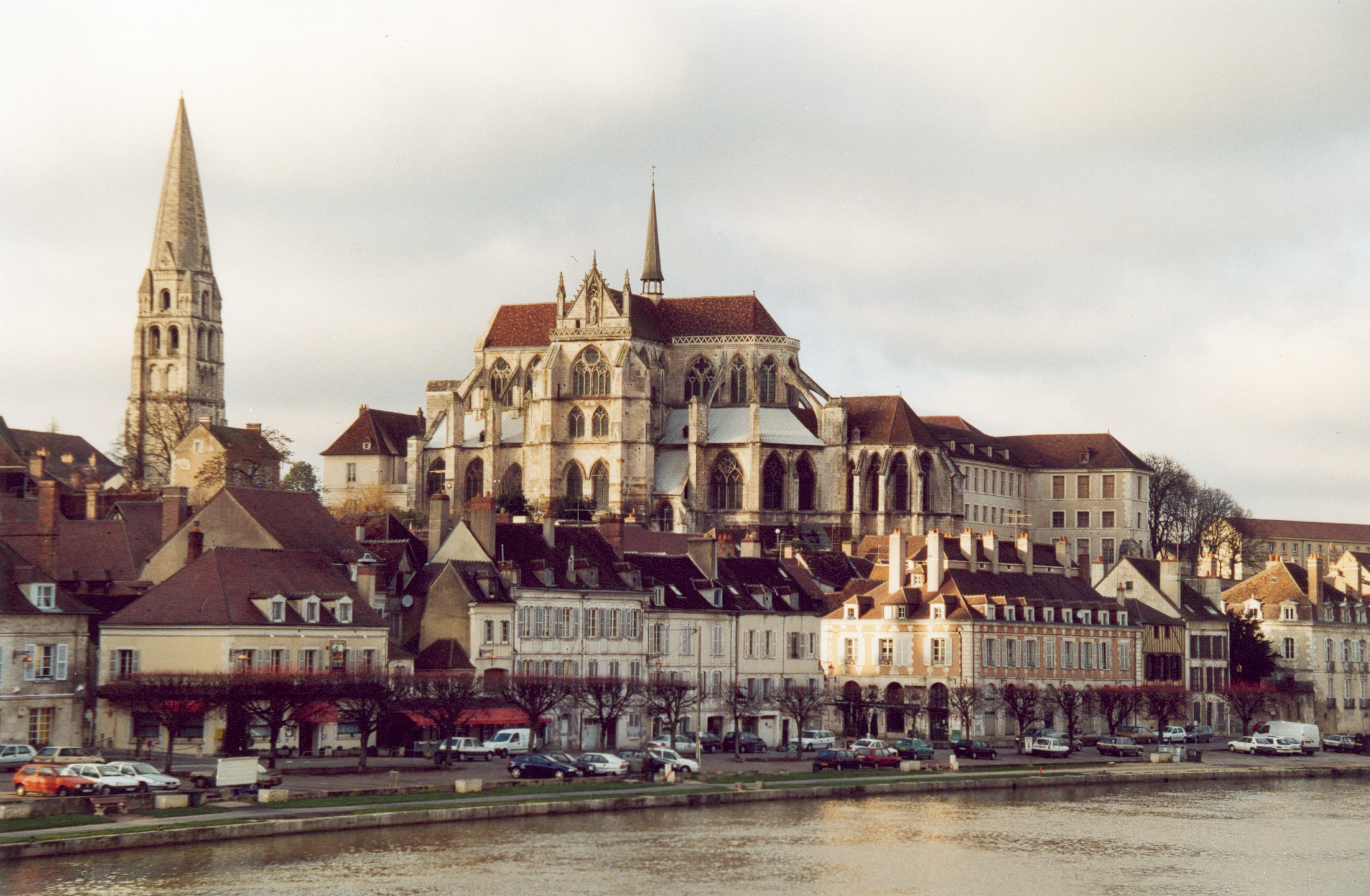
Auxerre et l'abbaye Saint-Germain.

L'Yonne permet de découvrir des vestiges anciens, des monuments historiques et des musées, des vignobles réputés (Chablis, Côte Saint-Jacques, Irancy) et des spécialités culinaires, ainsi que de vastes espaces naturels dont celui de Boutissaint, au cœur de la Puisaye, et une partie du parc naturel régional du Morvan, qui s'étend également sur la Côte-d'Or, la Saône-et-Loire et la Nièvre.
Parmi les sites les plus remarquables, on peut citer : la cathédrale, les vieilles maisons et les musées de Sens (le trésor de la cathédrale est le deuxième plus riche de France après celui de Sainte-Foy-de-Conques, et abrite notamment les vêtements liturgiques de Thomas Becket) ; l'abbaye Saint-Germain, la cathédrale et tour de l'Horloge d'Auxerre à Auxerre ; les abbayes de la Pierre-qui-Vire, de Pontigny, de Quincy, de Reigny ; le prieuré de Vausse ; la colline de Vézelay, avec sa basilique, sa maison Jules-Roy et ses musées ; les églises d'Asquins, de Saint-Père, de Saint-Bris-le-Vineux, de Saint-Florentin, de Moutiers-en-Puisaye, de Villiers-Saint-Benoît, de La Ferté-Loupière ; la collégiale Notre-Dame de Montréal ; la collégiale Saint-Lazare, la tour de l'Horloge, les maisons anciennes, les remparts et le musée de Noyers-sur-Serein ; les maisons à pans de bois, l'église, le musée de la Résistance et la côte Saint-Jacques de Joigny ; les remparts et les maisons anciennes d'Avallon ;  les musées de Saint-Léger-Vauban, de Lichères-sur-Yonne, de Saint-Sauveur-en-Puisaye (Colette), de Fontenoy, de Saint-Fargeau, de Villiers-Saint-Benoît, de Laduz ; la Fabuloserie de Dicy ; l'hôtel-Dieu, la fosse Dionne et le musée du Chevalier d'Eon de Tonnerre ; le chantier médiéval de Guédelon ;  les châteaux de Saint-Fargeau, Ancy-le-Franc, Tanlay, Druyes-les-Belles-Fontaines, Ratilly, Chastellux-sur-Cure, Maulnes ; la vallée du Cousin ; les Rochers du Saussois ; la carrière souterraine d'Aubigny ; et les grottes d'Arcy-sur-Cure qui abritent des curiosités géologiques et des peintures préhistoriques du plus grand intérêt.
Deux petits trains touristiques : en gare de Massangis, Le P'tit train de l'Yonne, et en gare de Toucy, Train touristique de Puisaye-Forterre ; « Le cyclorail de Puisaye » en gare de Charny. Le parc animalier de Boutissaint à Treigny ; le parc du moulin à Tan et ses serres tropicales à Sens ; le Jardin de la Borde à Leugny. Les sept écluses de Rogny.
Le golf du château de Misery, le moins cher de France, a reçu le label « Golf écologique » et « Sport responsable ». Pour ce dernier, il est, début 2013, le seul club sportif de Bourgogne (sur plus de 4 000). Une émission TV y est consacrée.

## Politique
- Liste des députés de l'Yonne
- Liste des sénateurs de l'Yonne
- Liste des conseillers généraux de l'Yonne

## Économie

### Les vins de l'Yonne
Avec le vignoble de Chablis, l'Yonne dispose de l'un des cinq vignobles de Bourgogne. Au XIXe siècle, l'Yonne produisait d'ailleurs plus de vin que la Côte-d'Or et fut même en 1827, pour la valeur de ses vins, le deuxième département français, après la Gironde.

### La pierre de l'Yonne
Dans l'Yonne comme dans le reste de la Bourgogne, la pierre naturelle est extraite. Elle a servi à la construction de villages entiers avant d'être délaissée pour l'usage de nouveaux matériaux de construction. Aujourd'hui, des carrières d'extraction et d'exploitation de pierre existent encore et continuent de travailler ce matériau traditionnel. On trouve notamment la pierre de Molay ou encore la pierre de Massangis.
Des artisans perpétuent la tradition du travail de la pierre, et permettent ainsi la restauration de nombreuses bâtisses et bâtiments.

## Résidences secondaires
Selon le recensement général de la population du 1er janvier 2008, 12,4 % des logements disponibles dans le département étaient des résidences secondaires.
Ce tableau indique les principales communes de l'Yonne dont les résidences secondaires et occasionnelles dépassent 10 % des logements totaux en 2008 :
| Commune                | Population SDC | Nombre de logements | Résidences secondaires | % résidences secondaires |
| ---------------------- | -------------- | ------------------- | ---------------------- | ------------------------ |
| Savigny-sur-Clairis    | 384            | 523                 | 367                    | 70,29 %                  |
| Brannay                | 676            | 516                 | 232                    | 44,99 %                  |
| Treigny                | 871            | 768                 | 306                    | 39,89 %                  |
| Mailly-le-Château      | 590            | 432                 | 163                    | 37,83 %                  |
| Arcy-sur-Cure          | 515            | 507                 | 181                    | 35,65 %                  |
| Dixmont                | 902            | 594                 | 190                    | 31,99 %                  |
| Quarré-les-Tombes      | 716            | 519                 | 164                    | 31,64 %                  |
| Égriselles-le-Bocage   | 1 219          | 849                 | 265                    | 31,23 %                  |
| Châtel-Censoir         | 673            | 565                 | 171                    | 30,33 %                  |
| Rogny-les-Sept-Écluses | 701            | 555                 | 162                    | 29,16 %                  |
| Saint-Fargeau          | 1 754          | 1 117               | 165                    | 14,79 %                  |
| Pont-sur-Yonne         | 3 123          | 1 678               | 174                    | 10,37 %                  |

Sources :
- Source INSEE, chiffres au 1er janvier 2008.

## Personnalités liées

### Personnalités nées dans l'Yonne

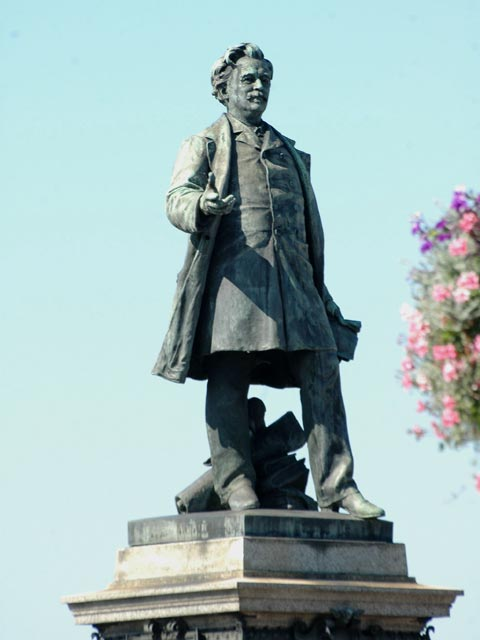
Statue de Paul Bert sur le pont Paul-Bert à Auxerre.

- 380 : saint Germain l'Auxerrois, évêque, né à Auxerre, mort à Ravenne (Italie)
- 1633 : Vauban, ingénieur des fortifications, maréchal de France, à Saint-Léger-Vauban
- 1656 : René Lepage de Sainte-Claire à Ouanne
- 1713 : Jacques-Germain Soufflot, architecte, à Irancy
- 1717 : Jacob-Nicolas Moreau à Saint-Florentin
- 1728 : Charles de Beaumont, chevalier d'Éon, aventurier, à Tonnerre
- 1734 : Rétif de la Bretonne, romancier, à Sacy
- 1768 : Joseph Fourier, physicien, à Auxerre
- 1770 : Louis Nicolas Davout, général de la guerre de Vendée, à Annoux
- 1817 : Pierre Larousse, lexicographe, éditeur, à Toucy
- 1827 : Alfred Grévin, muséographie, à Epineuil
- 1833 : Paul Bert, député républicain, gouverneur de l'Indochine, à Auxerre
- 1842 : Armand Colin, éditeur, à Tonnerre
- 1860 : Paulin Méry à Villiers-sur-Tholon
- 1869 : abbé Ernest Deschamps à Villiers-sur-Tholon
- 1873 : Colette, femme de lettres, à Saint-Sauveur-en-Puisaye
- 1883 : Marie Noël, femme de lettres, poétesse, à Auxerre
- 1884 : Saturnin Fabre à Sens
- 1890 : Léon Moussinac, écrivain, journaliste, historien et critique de cinéma français, à Migennes
- 1897 : Le docteur Petiot, criminel, à Auxerre
- 1902 : Marcel Aymé, romancier, à Joigny
- 1917 : Jean Bertin, ingénieur, à Druyes-les-Belles-Fontaines
- 1918 : Robert Gall à Saint-Fargeau
- 1920 : Roger Rocher
- 1921 : André Barbault à Champignelles
- 1921 : Jacques Laplaine dit Lap, dessinateur, à Joigny
- 1923 : Jean-Marc Thibault, comédien, à Saint-Bris-le-Vineux
- 1924 : Paul-André Sadon
- 1929 : Yvette Szczupak-Thomas à Pesselières
- 1932 : Jean-Paul Rappeneau à Auxerre
- 1934 : Émile Louis, criminel, à Pontigny
- 1941 : Hélène Manesse à Montréal
- 1943 : Marc Meneau à Avallon
- 1953 : Isabelle Alonso, militante féministe, essayiste, à Auxerre
- 1960 : Didier Cherbuy à Auxerre
- 1963 : Philippe Robinet, éditeur, à Auxerre
- 1968 : Géraldine Giraud, actrice, à Sens
- 1983 : Bacary Sagna à Sens
- 1984 : Florian Fritz à Sens
- 1984 : Bérengère Schuh, championne de tir à l'arc, à Auxerre
- 1987 : Clément Chantôme, joueur de football, à Sens
- 1987 : Chris Malonga, joueur de football, à Sens
- 1994 : Camille Chat, joueur de rugby international, à Auxerre

### Personnalités ayant vécu dans l'Yonne

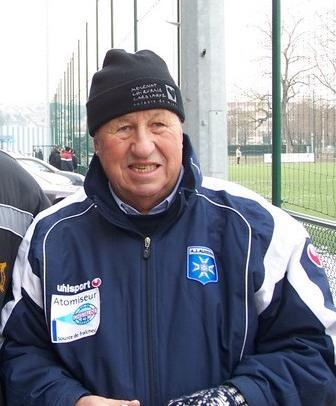
L'ex-entraineur de l'AJA : Guy Roux.

- Claude Debussy, compositeur, à Villeneuve-la-Guyard
- Raymond Aron, philosophe, à Brannay
- Maurice Barrier, comédien au cinéma, à Montreal
- Angela Behelle, romancière
- Sully, ministre d'Henri IV, au Château de Bontin
- Brennos,chef des Sénons du IVe siècle av. J.-C., à Sens
- Pierre Cao à Auxerre
- Leslie Caron à Villeneuve-sur-Yonne
- Julien Clerc, chanteur, à Parly
- Michel Crémadès, comédien de cinéma
- Jacques Delors, ministre, président de la Commission européenne
- Frédéric Demontfaucon, champion de Judo, à Avallon
- Georges Descrières à Cravant
- Marie-Paule Deville-Chabrolle à Bazarnes
- Robert Dhéry à Héry
- Jérôme Deschamps à Marchais-Beton où repose son oncle Hubert Deschamps
- Élodie Frégé à Treigny
- Serge Gainsbourg, chanteur, parollier, à Saint-Père-sous-Vézelay
- France Gall, chanteuse, à Toucy
- Roland Giraud, comédien, à La Postolle
- Jean-François Kahn, journaliste
- Garry Kasparov, champion d'échec, à Auxerre
- Roger Knobelspiess, criminel, à Tonnerre
- Jacques Lacarrière, homme de lettres, à Sacy
- Bernard Lecomte, homme de lettres, à Saint-Denis-sur-Ouanne
- Félix Lepeletier et Louis-Michel Lepeletier de Saint-Fargeau, révolutionnaires, au Château de Saint-Fargeau
- Émile Louis, criminel compromis dans l'Affaire des disparues de l'Yonne
- Stéphane Mallarmé, poète, à Sens
- Philippe Manesse à Montreal
- Miou-Miou, comédienne de cinéma, à Parly
- Joëlle Mogensen et Serge Koolenn, chanteuse et musicien du groupe Il était une fois, à Chalopin, hameau de la commune de Michery[42]
- Jean d'Ormesson au Château de Saint-Fargeau
- Régis Pasquier à Montreal
- Hubert Reeves, astronome, à Malicorne
- Robin Renucci à Auxerre
- Guillaume-Joseph Roussel dit Cadet Rousselle à Auxerre
- Guy Roux, entraîneur sportif, à Auxerre
- Jorge Semprún, militant communiste, à Joigny
- Pierre Tchernia, comédien et réalisateur de cinéma, à Auxerre
- Yves Vincent à Montacher-Villegardin
- Antoine de Vinck à Treigny
- Lambert Wilson
- Christian Zervos à Vézelay
- Paul Camille Dugenne à Auxerre

### Personnalités mortes dans l'Yonne
- 1240 : Saint Edme enterré à Pontigny
- 1865 : Jean-Roch Coignet à Auxerre
- 1944 : Romain Rolland à Vézelay
- 1960 : Albert Camus, mort dans un accident d'automobile au Petit Villeblevin
- 1980 : Max-Pol Fouchet à Avallon et inhumé à Vézelay
- 2004 : Géraldine Giraud à Villeneuve-sur-Yonne et inhumée à La Postolle

## Audiovisuel
- Émetteur de Gisy-les-Nobles